# 44479 Олаестер
44479 Олаестер (44479 Oláheszter) — астероїд головного поясу, відкритий 24 листопада 1998 року.
Тіссеранів параметр щодо Юпітера — 3,259.